# Scott Thurston
Scott Troy Thurston (n. 10 ianuarie 1952) este un chitarist american, claviaturist și textier. În prezent este membru al trupei Tom Petty and the Heartbreakers, în care cântă la chitară, clape, muzicuță și voce.
1. ↑  Scott Thurston, Discogs, accesat în 9 octombrie 2017